# 베일드 엑스퍼트
《베일드 엑스퍼트》(VEILED EXPERTS)는 넥슨게임즈 (前 넥슨지티, 게임하이)가 개발한 온라인 팀 기반 전략 액션 TPS 게임이다.
프로젝트D로 이름이 알려졌으나 상표권과 여러 문제로 인해 변경을 결정하였고 2022년 5월 26일 정식 서비스 명 '베일드 엑스퍼트'를 발표하였다.
게임은 5월 마지막 정기테스트 이후 6월 9일 스팀 글로벌 베타 테스트를 진행 한 후에 스팀을 통한 글로벌 출시가 예정되어있으며 한국에서는 넥슨과 스팀 동시 서비스 할 것으로 알려졌다.

## 게임플레이
일반 게임에서는 공격 팀과 수비팀 2개의 팀으로 5vs5로 진행된다.
공격팀은 폭탄(SEED)을 설치 할 수 있고 폭탄을 터트리거나 적을 전부 섬멸하면 승리하게 된다. 수비팀은 공격팀이 설치한 폭탄을 해제하거나 적을 모두 섬멸하면 승리하게 된다.
라운드제로 진행하게 되며 총 7 라운드까지 존재하고 먼저 4번 승리하는 측이 최종 승리를 하게 되는 구조이다.
라운드가 진행되고 시간이 지나면서 미션 장소가 변경되고 시간이 지날 수록 경기 구역이 좁아진다.
테스트 단계에서 신규 모드에 대한 건의들이 이루어졌고 추 후에 모드가 추가 될 가능성이 존재한다.
알파 테스트와 정기 테스트 기준 맵은 쉽야드, 윈드팜, 브릿지, 디레일 총 4개가 존재한다.
게임을 시작하면 코인이 지급되어 코인으로 총기와 싸움에 필요한 도구를 구매하는 방식으로 진행된다.
코인은 팀에게 양도가 가능하며 이를 이용하여 한 사람에게 코인을 몰아주는 방식의 플레이가 가능하기도 하다. 남은 코인은 펀딩을 통해 총기 파츠를 추가할 수도 있어 코인을 어떻게 배분하느냐가 중요 전략 중 하나가 된다.
상대방을 죽인 다음 시체에서 탄과 회복 아이템 등을 획득 할 수 있어 적을 무찌른 이후 빠르게 적에게서 물자를 획득하는 것도 중요하다.

## 세계관
세계를 지배할 수 있는 시스템을 손에 얻기 위해 정부, 기업, 테러리스트들의 전쟁이 시작되었다.
정부는 전 세계에서 발생하는 테러와 범죄에 대한 강구책으로 범죄자들을 제어하기 위한 '렙톤 프로젝트'를 진행하며 사업 파트너로 글로벌 IT기업 보이드와 제휴를 맺었다.
보이드는 범죄자를 한 지점으로 몰아 경찰들이 쉽게 체포할 수 있는 자기장 시스템을 개발했고, 범죄자들을 추적할 수 있는 마이크로칩 '렙톤'을 개발했다.
전 세계의 요원 마켓을 관리하는 감춰진 조직 VX는 바로 이 보이드의 개발 시스템을 이용해 렙톤을 불법 개조하여 렙톤을 한 단계 진보 시켰고, 렙톤을 요원 마켓에 유통하기 시작했다.
VX에서는 렙톤을 개조해서 요원들을 추적하는 것뿐만 아니라 렙톤이 삽입된 요원들의 의식과 행동을 컨트롤 할 수 있는 단계까지 렙톤을 개조하기 위해 미션 제공을 빌미로 전장에서 기밀 실험을 진행하게 된다.
보이드는 경제적 수익을 얻기 위해 일반 시민들에게도 마이크로 칩을 보급하기 시작했고 불완전한 1세대 렙톤의 치명적 오류로 인해 사람들은 정신착란을 일으키며 세계는 패닉 사태에 빠지게 된다.
요원들은 이에 맞서 보이드의 마이크로 칩 <렙톤 시스템>을 파괴하거나 올바르게 개조하기 위해 렙톤의 지배 장악권을 두고 전 세계적인 글로벌 미션에 투입된다.